# Llamoso
Llamoso (asturisch Ḷḷamosu) ist eine Parroquia und ein Ort in der Gemeinde Belmonte de Miranda der Autonomen Region Asturien im Norden Spaniens.
Die 25 Einwohner (2011) leben auf einer Fläche von 14,15 km². Belmonte, der Verwaltungssitz der Gemeinde, ist über die „AS-227“ in 8,9 km zu erreichen.
Die Region um Llamoso war bereits in der Altsteinzeit besiedelt, was die Überreste einer Nekropole belegen.

## Sehenswürdigkeiten
- Pfarrkirche
- Reste eines altsteinzeitlichen Nekropole